# Ångfartyget Bur

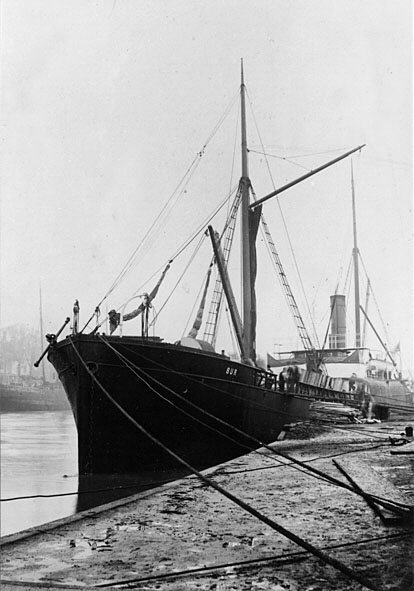
Ångfartyget Bur

Bur var ett svenskt lastfartyg med ett deplacement på 613 ton, byggd 1882, som 1904 strandade och gick under i en orkan utanför Östgötakusten vid Arkö. Hela besättningen på 17 personer omkom.

## Fartyget
Bur byggdes i Gävle 1882, med ett deplacement på 613 ton och ett skrov av järn. Hon var utrustad med en ångmaskin på 80 hästkrafter. Huvudsakligen gick Bur i trafik från norrlandshamnar till tyska och engelska hamnar med last av trä och returlaster av kol. Bur tillhörde Rederiaktiebolaget Union i Stockholm, vars ägare var G O Wallenberg. Från  april 1904 var friherre Carl Gustav Fleetwood kapten på Bur.

## Förlisningen
Den sista resan inleddes den 18 november 1904 i Grimsby med destination Norrköping. Lasten bestod av kol.
Under natten till den 23 november var Bur på ingång mot Östgötakusten. En storm från sydost var i antågande. Inseglingen skedde via den gamla, norra farleden mot Arkö. Vid halvfem om morgonen kallade Bur på lots genom blossignaler. Lotsarna vid Viskärs lotsutkik intill Arkö uppfattade signalerna och gav sig ut mot fartyget. Lotskuttern, vid den tiden utan motor, kom efter en timmes hård kryss fram till Bur. Mörker, regn och tilltagande storm rådde. På grund av den mycket grova sjön var det inte möjligt att få över en lots till Bur. I stället visade lotsarna med tecken att Bur skulle följa efter lotskuttern i leden. Bur gick så efter lotskuttern ett stycke. Plötsligt girade dock Bur kraftigt och gav signal med ångvisslan. I den svåra sjön och vinden, som då ökat till orkan, tappade Bur manöverförmågan. Fartyget drev därefter mot grundet vid skäret Gulen och grundstötte hårt. 
Lotskuttern vände upp mot haveristen men kunde inte komma nära Bur till följd av bränningarna. Sedan lotsarna kryssat en tid i lä om Bur men inte iakttagit någon aktivitet ombord vände man in mot lotsstationen på Arkö för att skaffa förstärkning och en lämpligare räddningsbåt, en cirka 1,5 sjömil lång seglats. När man efter någon timme återkom med räddningsstyrkan hade Bur sjunkit på grundet och endast masterna var synliga. Av besättningen sågs inga spår. Bur hade gått under endast 500 meter från skyddat vatten. Ingen överlevde haveriet.

## Efterspel
Några kroppar kunde under de följande dagarna bärgas. Förhör hölls med lotsarna och företrädare för rederiet för att utreda olycksorsak och förlopp. Dykningar företogs till vraket. I den följande rapporten bedömdes lotsarna ha gjort allt de rimligtvis kunnat. Full visshet om varför Bur företagit den ödesdigra giren kunde inte nås. Som den sannolikaste förklaringen anger dock rapporten att kapten Fleetwood, när han såg bränningar på både sidor av den trånga leden och den enorma sjön som trycktes mot land, greps av tvivel om möjligheten att gå fri från Utterklabbarna och sedan klara ledens tvära sväng upp i Brändösundet. I det läget beslöt han troligen att vända för att komma ut på öppet vatten igen. Med en orkan akterifrån och en svag motor blev den manövern förmodligen omöjlig. Vind och ström förde Bur mot grundet, där fartyget bröts itu. Hon sjönk troligen utan att skeppsbåten kunnat sättas ut.
Vid senare dykningar har vraket till stor del bärgats som skrot. Loggboken har tagits upp, om än i delvis vattenskadat skick.